# Mesopsilla roseoviridis
Mesopsilla roseoviridis är en insektsart som beskrevs av Willy Adolf Theodor Ramme 1929. Mesopsilla roseoviridis ingår i släktet Mesopsilla och familjen gräshoppor. Inga underarter finns listade i Catalogue of Life.